# Дитикон
Дитикон је град у сјеверној Швајцарској. Налази се у долини ријеке Лимат и удаљен је око 11 km од центра Цириха. Дитикон припада циришкој агломерацији. Са 22.281 становника је пети град по величини у кантону послије Цириха, Винтертура, Устера и Дибендорфа.

## Историја

### Вријеме Римског царства
За вријеме римског царства у Дитикону је постојало веће римско сеоско имање. Римска главна кућа, која је пронађена у археолошким ископима, је била око 600 m широка и око 200 m дугачка. Римско имање је имало централно гријање које се састојало од керамичких канала испод куће, кроз које се могла пуштати топла вода за гријање.
Имање је такође посједовало и огромну централу за гријање, као и многе пратеће објекте попут штале, кућице за раднике и слично. Римско имање је било изграђено око 58. године пре нове ере. То имање је било и тада на централном путу између римског села у Виндишу (кантон Аргау) и Турикума (град Цирих).

### Период 500—1089. године
Послије Римљана, Алемани су заузели сјеверне дијелове Швајцарске, па самим тим и данашњи Дитикон. Године 1933. пронађено је Алеманско гробље у источном дијелу Дитикона. Дитикон се први пут спомиње тек 1135. године у Алеманском писму, гдје се каже да је Гроф von Wülfingen поклонио дио Дитикона манастиру Zwiefalten.
Из тог разлога је град Дитикон 1989. године славио 900 година постајања.

### Период 1135—1371. године
За вријеме коњаника у долини Лимата владала су два кнеза. На десној обали Лимата је владао кнез Regensberg, а на лијевој обали кнез Schönenwerd.
Кнез Regensberg је био поприлично јак владар који је имао сједиште у Регенсбергу, гдје и дан данас постоји велика тврђава Регенсберг. Он је владао до града Цириха, сјеверно до Рајне и западно до Имања Манастира Ветинген у кантону Аргау. Изградњом тврђаве Гланценберг 1250. године, контролисао је дијелове трговине у Лимату и био је у сукобу са градом Цирихом, кнезом Schönenwerd и са Хабзбурзима, којима није хтио да плаћа никакве дажбине.
Кнез Schönenwerd је био у савезништву са градом Цирихом, а самим тим и са аустријским краљем Хабзбурга, који су тада владали источном Швајцарском. Он је такође имао тврђаву на лијевој обали ријеке Лимат, којом је контролисао трговину преко ријеке. Он је наплаћивао огромне порезе и велики дио тога давао граду Цириху. 
Због чињенице да су кнезови Schönenwerd и Regensberg контролисали трговину на Лимату, дошло је до сукоба када је кнез Regensberg своју тврђаву на десној обали ријеке хтио да прошири и направи мост преко Лимата, помоћу кога би могао да контролише цијелу трговину дуж ријеке Лимат. Као побједник је изашао кнез Schönenwerd, који је уз помоћ града Цириха и краља Хабзбурга 1267. године уништио тврђаву Гланзенберг и тиме нанио велику штету кнезу Регенсберга.
Године 1371. је и тврђава Schönenwerd послије више сукоба са градом Цирихом срушена и кнез је протјеран у Аргау.

### Период 1371—1789. године
Због склапања бракова Дитикон је припао једном грофу из краљевине Хабзбургера. Он је 1259. године продао Дитикон Манастиру из Бетингена. Монаси су изградили многе објекте у селу Дитикон. Изградили су цркву, млин на рјеци Репиш, као и кућу за католичког фратра Дитикона.
Дитикон је преко 500 година био у рукама манастира, све до слова старе хелветске конфедерације 1789. године. Они су такође 1703. године изградили хотел „Круна“ који и дан данас постоји у центру града.
Хотел данас више није у функцији и уопште се не користи. Хотел је историјски заштићен.

### Период 1789—1841. године
Дитикон је 1789. припао новом кантону Баден. Међутим, тај кантон је опстао само 5 година, тако да је Наполеон 1803. године припојио Дитикон новом кантону Цириху, док је Бергдитикон припао кантону Аргау.
Године 1799. близу Дитикона се, на десној обали Лимата водила једна велика битка. Наполеон је са својим француским четама у току ноћи напао руске јединице које су се на другој страни Лимата налазиле. Те ноћи је Наполеон побиједио трећу битку у Швајцарској против Руса и опет их протјерао назад у Русију.

### Индустријализација
Године 1847. отворена је прва жељезничка линија у Швајцарској, такозвана Spanisch Brötli Bahn. Она је водила од главне Жељезничке станице у Цириху све до Бадена. Тиме је прва жељезничка линија пролазила кроз Дитикон. Дитикон је тако добио врло рано жељезничку станицу, што је много допринијело развоју града.
|  |  |  |  |  |  |  |  |

Послије 1800. године постојале су четири велике фирме у Дитикону. То су биле: ливница челика у Бергшстрасе, фабрика мармора, Пивара Löwenbräu, механизована фабрика платна, као и фабрика штрика код ријеке Лимат. Због тога се Дитикон брзо почео развијати захваљујући свом централном положају, као и доброј инфраструктури.
 Смјештене фабрике из Дитикона су повукле и друге инвестиције. Тако је фабрика платна од 1857. до 1860. изградила своју сопствену брану и хидроцентралу. Пошто су превише производили струје, поклонили су Дитикону струју за 60 сијалица. Дитикон је тако као један од првих швајцарских градова добио своју градску расвјету. Брану је 1908. године преузело имање ЕКЦ, које је њу обновило и редовно модернизовало.

### Развој од 1900. до 2000. године
Од 1939. до 1945. је у Дитикону и околини изграђено много бункера, као и контролних пунктова по улицама за одбрану од могућег фашистичког напада на Швајцарску. Око Дитикона је била одбрабена линија за цијелу долину Лимата.
Послије Другог свјетског рата је у Дитикону почео брз развој економије, па са тим и становништа. Године 1955. је премашило 10.000 становника, 1974. чак и 24.000 становника. Број је послије тога пао опет на око 22.000. Како се град убрзано развијао, показује чињеница да су од 1950. до 1970. године изграђене четири основне школе.
Године 1965. Дитикон је добио први, а 1971. године и други прикључак на ауто-пут, што је много допринијело развоју града. Године 1969. је Дитикон, као први град у кантону Цириху, увео право гласа за жене, а 1989. је постао главни град истоименованог Бецирка.

## Географија
Општина Дитикон се налази у Долини ријеке Лимат. Он је од центра Цириха отприлике 11 km удањен. Кроз Дитикон теку осим Лимата још 2 ријеке, а то су Репиш и Шефлибах(Schöflibach).
Дитикон је на сјеверу ограничен ријеком Лимат, према западу граничи на кантон Аргау а на југу се шири долином Репиша до општине Бирменсдорф. Политички у сјеверу граничи на Вајнинген, Геролдсњил у Унтеренгштринген, на истоку на Шлирен а на југу на Урдорф.

### Шуме
На југу територије општине Дитикон се налазе шуме Хонерет (Honeret) и Гугенбил (Guggenbühl). Шума Гугенбил се налази цијелом површином на терититорији града. Цијела шума је изграђена са путићима за шетање чиме служи као мјесто за спортске активности и одмарања у зеленилу. У шуми се налази и једна бара, до које неводе никакве ријеке. У Шуми се и дан данас могу пронаћи разни бункери из времена Другог свјетског рата, који су изграђени за брањење линија око града Цириха. На западном дјелу шуме је смјештено и гробље града Дитикон.
Шума Хонерет је много већа и почиње на самом југу града. Она се шири до општине Бирменсдорфа.

### Воде
Главне ријеке које теку кроз Дитикон су Лимат и Репиш.
Лимат тече дужином од 6.7 km кроз општину Дитикон. У граду се Лимат рачва у два дјела. Један дио иде на пречишћавање а други дио је преграђен у брану гдје предузеће ЕКЦ производи електричну енергију за околину. Близу границе са кантоном Аргау се та два дјела Лимата опет спајају у једну ријеку.
Репиш тече из општине Бирменсдорф кроз долину Репиштал (Repischtal) у Дитикон. Пред градом код парка Грунжен се Репиш такође рачва у 2 дјела. Један дио нормално даље тече, док је други дио спроведен у мало језеро „Марморивајер“ (Marmoriweier). То језерце је изграђено да би ватрогасци имали константно доста резервне воде на располагању. Језерце је једно вријеме користила фирма Репишхоф за пречишћавање мраморних плоча, по чему је језерце добило и име. Вода се из тог вјештачког језера опет враћа у Репиш.
Репиш тече у граду преко 3 мања водопада, послије кроз центар града и кроз тунел испод жељезничких перона кроз индустрију све до ушћа са Лиматом код индустријске зоне Дитикона.

## Демографија
Становништво Дитикона се састоји од 40,23% странаца и 59,77% Швајцараца. Од тих 59,77% Швајцараца је по процјенама из 2006. године једна трећина странаца, који су добили швајцарско држављанство.
Странци Дитикона су поријеклом из сљедећих држава:
- 25% Италија
- 22% Србија и Црна Гора
- 10% Турска
- 7% Аустрија / Њемачка
- 6% Македонија
- 4% Хрватска
- 15% остале државе
- 11% са других континената

## Економија

### Економске зоне
Град Дитикон има свеукупно 3 индустријске зоне. Величини и богатсво града наравно зависи од јачине економије. Све три економске зоне града Дитикон-а су одлично повезани са околином и располагају са одличном економијом.
Највећа се налази између насељеног дјела града и ријеке Лимата у сјеверу. Површина ове индустијске зоне је само мало мања од насељеног дјела Дитикона. Она је у западу повезана петљом са Ауто-путом Цирих-Берн. На југу инустријске зоне се налази 1. државни магистрални пут Цирих-Базел, као и жељезничка лини Берн-Цирих са много коловоза који воде у индустријску зону.
Даље се налази индустријска зона Репишхоф у долини Репиша, јужно од града Дитикон. Та зона има новоизграђену жељезничку станицу гдје стаје регионални воз С 16. Она се такође налази крај Магистрлног пута Цирих-Берн.
Трећа индустријска зона се налази источно од града, крај ријеке Лимат и крај магистралног пута Цирих-Базел.

### Предузећа
Дитикон је регионални центар, тако да је смјештено много већих фирми у Дитикону.